# Serra de Gatfier
La Serra de Gatfier és una serra situada entre els municipis d'Algerri i d'Ivars de Noguera a la comarca de la Noguera, amb una elevació màxima de 621 metres.